# Vicente Aznar

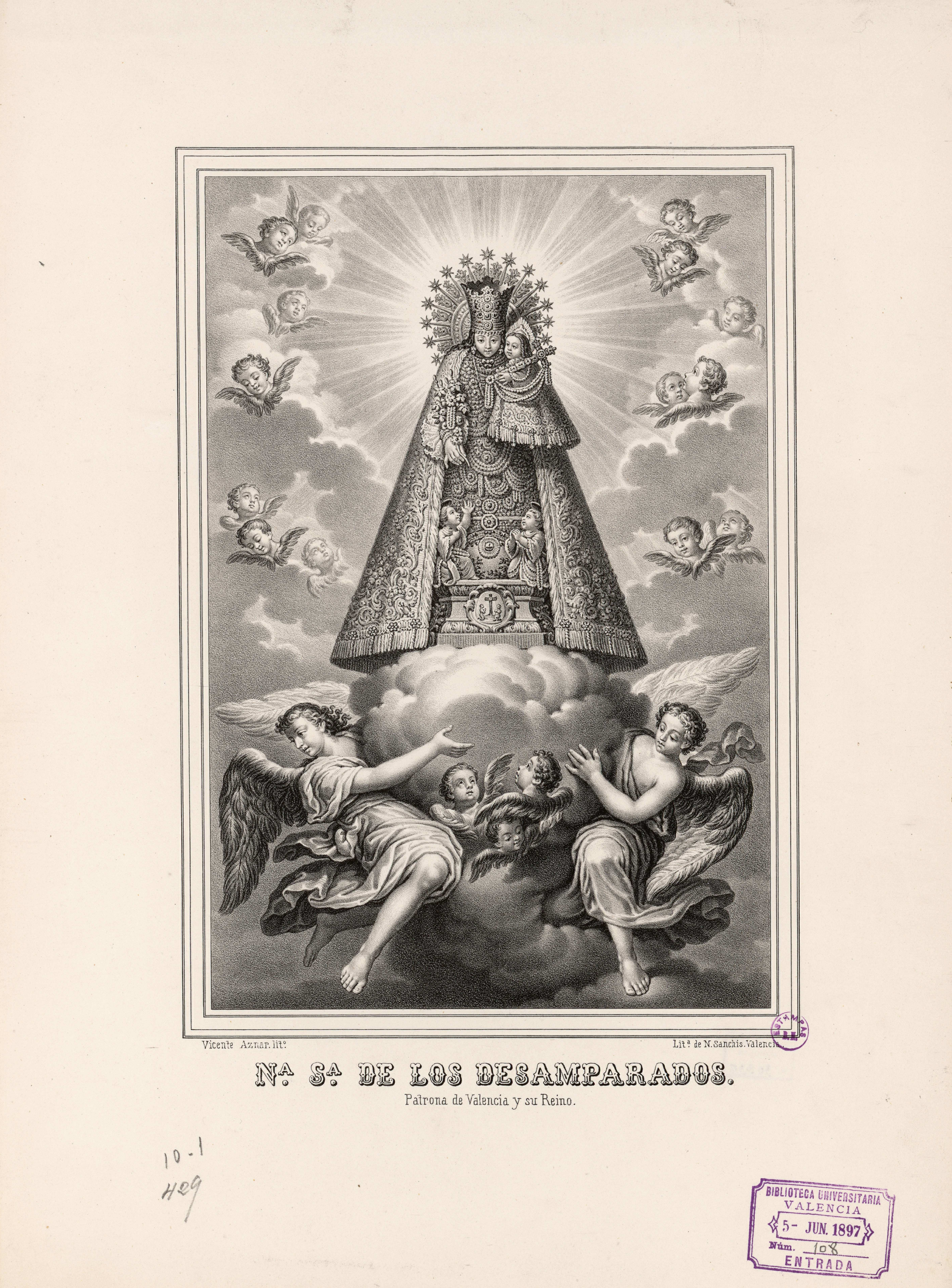
Nuestra Señora de los Desamparados, grabado de Vicente Aznar.

Vicente Aznar y Porcar (Valencia, 1835 - Valencia, 7 de septiembre de 1895) fue un litógrafo y grabador español.

## Biografía
De profesión litógrafo, era natural de Valencia y discípulo de la Real Academia de San Carlos, en la que obtuvo diferentes premios. Fue agraciado con una medalla de cobre en la Exposición Regional celebrada en 1867 en aquella ciudad, por varios de sus trabajos, entre los que se encontró la lámina del altar de Nuestra Señora de los Desamparados. Falleció en Valencia el 7 de septiembre de 1895.